# 新户镇 (木垒县)
新户镇，是中华人民共和国新疆维吾尔自治区昌吉回族自治州木垒哈萨克自治县下辖的一个乡镇级行政单位。
2015年7月24日，新疆维吾尔自治区人民政府批复同意撤销新户乡建制，设立新户镇。

## 行政区划
新户镇下辖以下地区：
新沟村、新户村、头畦村、三畦村和霍斯章村。